# Princeton Engineering Anomalies Research
Princeton Engineering Anomalies Research (PEAR) foi um programa de pesquisa dedicado ao estudo da parapsicologia. Seu objetivo principal era realizar testes parapsicológicos de experiências como a telecinésia e a clarividência.
Foi criado em 1979 por Robert G. Jahn e encerrou suas atividades na School of Engineering and Applied Science da Universidade de Princeton em fevereiro de 2007. O programa tinha relações tensas com a Universidade de Princeton e era considerado um "embaraço para a ciência".

## Atividades parapsicológicas
PEAR utilizava geradores de números pseudoaleatórios (REGs) para explorar a habilidade das pessoas testadas de usarem a telecinésia para influenciar os resultados desses equipamentos e confirmar seus registros prévios das intenções de produzir números grandes, números pequenos ou bases de dados nominais. Muitos desses experimentos utilizaram um REG eletrônico, mas os experimentos foram também conduzidos com um dispositivo mecânico que derrubava bolas em uma caixa.
PEAR também conduziu exercícios envolvendo grupos de voluntários que, segundo seus membros, produziram resultados mais evidentes. Em todos casos, os efeitos observados foram muito pequenos (cerca de 1 décimo de 1%), apesar de baseados em grandes bases de dados com desvios significativos do que seria esperado pelo acaso. Os dados brutos utilizados não apresentaram variação estatística aleatória adequada, sugerindo manipulação dos dados. Dois pesquisadores do PEAR atribuiram essa deturpação dos dados brutos à motivação dos pesquisadores para conseguir obter uma boa base de dados.
Foi notado que uma única pessoa, presumidamente um membro do PEAR, participou de 15% dos testes e foi responsável pela metade dos efeitos totais observados. Os resultados do PEAR têm sido criticados pela deficiência de reprodutibilidade. Em um teste, 2 organizações da Alemanha falharam para reproduzir os resultados do PEAR, e o próprio PEAR também falhou na tentativa de reproduzir seus resultados. Uma tentativa feita por Stan Jeffers, da Universidade de York, também falhou na replicação dos resultados do PEAR. As atividades do PEAR também têm sido criticadas pela falta de rigor científico, metodologia falha e pelo mau uso da estatística.